# 김정희묘
김정희묘(金正喜墓)는 대한민국 충청남도 예산군 신암면 용궁리에 있는 조선시대 조선 후기의 실학자이자 서화가인 추사(秋史) 김정희(1786∼1856)의 묘이다. 1984년 5월 17일 충청남도의 문화재자료 제188호로 지정되었다.

## 개요
조선 후기의 실학자이자 서화가인 추사(秋史) 김정희(1786∼1856)의 묘이다.
일찍이 북학파인 박제가의 제자가 되어 청나라 고증학의 영향을 받아 실사구시에 입각한 학문을 연구했다. 24세 때에는 아버지를 따라 중국 청나라에 가서 금석학과 서체 등을 배웠으며, 순조 16년(1816)에 북한산 진흥왕 순수비를 고증하여 밝혀냈다.
순조 19년(1819) 문과에 급제하여 암행어사 등 여러 관직을 거치면서 헌종 2년(1836) 성균관 대사성에 올랐다. 그러나 윤상도의 옥사사건에 연루되어 헌종 6년(1840)에 제주도로 9년간 유배되었다가 헌종 말년에 귀양에서 풀렸다. 제주도에 지내면서 그 동안 연구해 온 추사체를 완성하였다. 철종 2년(1851) 친구인 영의정 권돈인의 일에 연루되어 또 다시 함경도 북청으로 유배되었다가 2년만에 풀려 돌아왔다. 그 뒤 아버지 묘소가 있는 과천에 지내면서 학문과 예술에 몰두하다가 생을 마쳤다.
묘지는 충청남도 예산에 있는 추사의 옛 집에서 약 200m 떨어진 곳에 위치하고 있으며, 2단으로 만들어져 있다. 묘 앞에는 상석이 놓여 있고, 오른쪽에는 비석이 세워져 있다.

## 같이 보기
- 김정희

## 참고 문헌
- 김정희묘 - 국가유산청 국가유산포털